# Shonda Rhimes
Shonda Lynn Rhimes (Chicago, Illinois, 13 de enero de 1970) es una guionista, directora y productora estadounidense. Es conocida principalmente por ser la creadora de la serie de televisión Grey's Anatomy, por la que ganó en 2007 el Globo de Oro a Mejor serie de televisión dramática. También es la creadora de su spin-off, Private Practice. En mayo de 2007, fue nombrada una de las 100 personas más influyentes según la revista Time.
Asistió a la Universidad de Darmouth y, años después, hizo un máster de bellas artes en la Universidad del Sur de California.

## Biografía
Rhimes nació el 13 de enero de 1970 en Chicago, Illinois, como la menor de seis hijos de Ilee Rhimes, Jr., administrador universitario y Vera P. (de soltera Cain), profesora universitaria. Su madre asistió a la universidad mientras criaba a sus seis hijos y obtuvo un doctorado en administración educativa en 1991. Su padre, quien tiene una MBA, se convirtió en director de información de la Universidad del Sur de California, cargo que ocupó hasta 2013. Rhimes vivía en Park Forest South (ahora University Park, Illinois), con sus dos hermanos mayores y tres hermanas mayores. Rhimes asistió a la escuela secundaria Marian Catholic High School en Chicago Heights, Illinois. 
Ella ha dicho que exhibió una afinidad temprana por la narración de historias. Mientras estaba en la escuela secundaria, se desempeñó como voluntaria del hospital, lo que inspiró un interés en los entornos hospitalarios. En Dartmouth College, se especializó en inglés y cine y obtuvo su licenciatura en 1991. En Dartmouth, se unió a la Asociación de Teatro Subterráneo Negro. Dividió su tiempo entre dirigir y actuar en producciones estudiantiles y escribir ficción.
También escribió para el periódico de la universidad. Después de la universidad, se mudó a San Francisco, California con uno de sus hermanos y trabajó en publicidad en McCann Erickson. Posteriormente se mudó a Los Ángeles, California para asistir a la Universidad del Sur de California y estudiar escritura de guiones. Clasificada como la mejor de su clase en la USC, Rhimes obtuvo la beca de escritura Gary Rosenberg. Obtuvo una Maestría en Bellas Artes de la Escuela de Artes Cinematográficas de la Escuela de Artes Cinematográficas de la Universidad del Sur de California.
Mientras estaba en la USC, Debra Martin Chase contrató a Rhimes como pasante. Rhimes atribuye su éxito temprano, en parte, a mentores como Chase, un destacado productor afroamericano. También trabajó en la compañía de Denzel Washington, Mundy Lane Entertainment. Chase sirvió como mentora de Rhimes, trabajaron juntas en The Princess Diaries 2: Royal Engagement.

## Vida personal
Rhimes adoptó a su primera hija, Harper Rhimes en junio de 2002. Adoptó a su segunda hija, Emerson Pearl Rhimes en febrero de 2012. Su tercera hija, Beckett Rhimes nació en septiembre de 2013 a través de gestación subrogada.
En 2014, Rhimes pronunció un discurso de graduación en su alma mater, Dartmouth College, donde recibió un doctorado honoris causa.

### Activismo
En abril de 2017, Rhimes se unió a la junta nacional de Planned Parenthood. Ése mismo año, Rhimes y Katie McGrath cofundaron Time's Up, y ambas donaron los fondos para contratar a los primeros siete empleados.

## Shondaland
Shondaland es el nombre de la empresa de producción de Shonda. Shondaland y su logo también se refieren a los programas que Rhimes ha producido y a la propia Rhimes. Las series de televisión incluidas en Shondaland son:
- Grey's Anatomy (2005–presente)
- Private Practice (2007–2013)
- Off the Map (2011)
- Scandal (2012–2018)
- How to Get Away with Murder (2014–2020)
- The Catch (2016–2017)
- Still Star-Crossed (2017)
- For the People (2018–2019)
- Station 19 (2018–presente)
- Bridgerton (2020–presente)
- Inventing Anna (2022)
- Queen Charlotte: A Bridgerton Story (2023)

## Filmografía

### Cine
| Año  | Título                                    | Créditos  | Créditos           | Créditos   | Créditos             | Notas |
| Año  | Título                                    | Directora | Escritora dd drama | Productora | Productora ejecutiva | Notas |
| ---- | ----------------------------------------- | --------- | ------------------ | ---------- | -------------------- | ----- |
| 1998 | Blossoms and veils                        | No        | Sí                 | Sí         | No                   |       |
| 1999 | Introducing Dorothy Dandridge             | No        | No                 | Sí         | No                   |       |
| 2002 | Crossroads                                | No        | No                 | Sí         | No                   |       |
| 2004 | 'The Princess Diaries 2: Royal Engagement | No        | No                 | Sí         | No                   |       |

### Televisión
| Título        | Año                                 | Crédito  | Crédito   | Crédito   | Crédito              | Señal   | Notas           |
| Título        | Año                                 | Creadora | Directora | Escritora | Productora ejecutiva | Señal   | Notas           |
| ------------- | ----------------------------------- | -------- | --------- | --------- | -------------------- | ------- | --------------- |
| 2005-presente | Grey's Anatomy                      | Sí       | No        | Sí        | Sí                   | ABC     |                 |
| 2007-2013     | Private Practice                    | Sí       | No        | Sí        | Sí                   | ABC     |                 |
| 2011          | Off the Map                         | No       | No        | No        | Sí                   | ABC     |                 |
| 2012 - 2018   | Scandal                             | Sí       | No        | Sí        | Sí                   | ABC     |                 |
| 2014 - 2020   | How to Get Away with Murder         | No       | No        | No        | Sí                   | ABC     |                 |
| 2016 - 2017   | The Catch                           | No       | No        | No        | Sí                   | ABC     |                 |
| 2018-presente | Station 19                          | No       | No        | No        | Sí                   | ABC     |                 |
| 2018-2019     | For the People                      | No       | No        | No        | Sí                   | ABC     |                 |
| 2020-presente | Bridgerton                          | No       | No        | No        | Sí                   | Netflix |                 |
| 2022          | Inventing Anna                      | Sí       | No        | Sí        | Sí                   | Netflix | Miniserie       |
| 2023          | Queen Charlotte: A Bridgerton Story | Sí       | No        | Sí        | Sí                   | Netflix | Miniserie       |
| TBA           | Notes on Love                       | No       | No        | Sí        | Sí                   | Netflix | (en producción) |